# 土屋道雄
土屋 道雄（つちや みちお、1935年（昭和10年）8月22日 - ）は、日本の国語教育者。編集者、文筆家。元横浜創英短期大学教授。

## 人物
長野県生まれ。1958年防衛大学校土木工学科卒、在学中より福田恆存に師事。
1960年から16年間国語問題協議会の主事として機関紙「国語国字」の編集を担当。1969年に『評論』で自由新人賞を受賞。
1976年に横浜創英短期大学助教授に就任し、のち教授、同校図書館長を歴任。

## 著書
※：Amazon Kindleで再刊
- 『ことわざ365選』池田書店 新教養選書、1963
- 『日本の神話』池田書店 新教養選書、1964
- 『人間 東条英機』育誠社、1967 ※
- 『諺 ことわざ600選』池田書店 実用新書、1970
- 『間違えやすい漢字 この一冊でもう恥はかかない』芳文社 新書、1981
- 『間違えやすい言葉づかい 正しい日本語の実例345』芳文社 新書、1982
- 『漢字の常識 これだけできれば大丈夫!!』ナツメ社 新書、1986
- 『福田恆存と戦後の時代 保守の精神とは何か』日本教文社 教文選書、1989、※
- 『漢字の常識が身につく本』三笠書房 知的生きかた文庫、1989
  - 改訂版『これだけは間違いたくない!「漢字の常識」』知的生きかた文庫、2014 ※
- 『日本語に強くなる本』知的生きかた文庫、1990
- 『地獄漫遊記』高木書房、1991 小説 ※
- 『日本語よどこへ行く』日本教文社 日本語ライブラリー、1992
- 『報道は真実か』図書刊行会、1994
- 『ワープロ時代の漢字常識 ますます必要になる漢字の知識』三一書房 三一新書、1995
- 『小原台の青春　防衛大学生の日記』高木書房、1997 ※
- 『漢字の「読み」これができたら達人』成美堂出版 成美文庫、1997
  - 新版『これが読めたら「漢字」達人』成美文庫、2008
- 『言論の責任』高木書房、1998 ※
- 『日本のこころ』高木書房、1999 ※
- 『例解 誤字辞典』柏書房 シリーズ日本人の手習い、2001
- 『例解 おかしな日本語 正しい日本語』柏書房、2002
- 『國語問題論爭史』玉川大学出版部、2005

以下 私家版
- 『嫌ひは嫌ひ好きは好き』私家版 2001 ※
- 『日本よ日本人よ』友人社、2005 ※
- 『新たなる出発 我が半生』笠原書房、2006 ※
- 『日本は侵略国か』笠原書房、2007
- 『生涯一書生』笠原書房、2008
- 『迷へる羊』笠原書房、2009
- 『日本語は命 日本人への遺言』笠原書房、2010
- 『島崎藤村 苦悩と悲哀の生涯』笠原書房、2011
- 『語源から古典へ 古典への誘ひ』笠原書房、2012
- 『日本文化人論』笠原書房、2013
- 『天皇論の系譜』笠原書房、2014
- 『性語と性表現』笠原書房、2014

### 編著
- 『死にかけた日本語 私設・マスコミ校閲部』福田恆存、宇野精一 ほか共編 英潮社、1976
- 『漢字実力テスト 楽しみながら実力のつく本』池田書店、1976
- 『慣用句ことわざ実力テスト』池田書店、1980
- 『ことわざ活用辞典』池田書店 ウイッチ・ブックス、1980
- 『小学生の親と子の漢字教室』池田書店 ウイッチ・ブックス、1982
- 『漢字に強くなる本 テスト編』池田書店 ゴリラ新書、1983
- 「ことばの常識シリーズ」編 日栄社、1990

『誤りやすいことば漢字・熟語』、『慣用句』
『故事成語』、『ことわざ』
『同音異義語』、『同訓異義語』
『難読語』、『四字熟語』
- 『ことば 慣用句・ことわざ・故事成語・四字熟語 高校初級・中級用』編 日栄社「新・1日1題30日完成」、1997
- 『日本語常識辞典』編 日栄社、2009
- 『日本人を育む 小学国語読本』編 麗澤大学出版会、2009。低学年用・高学年用

## 参考
- ISBN 978-4-8379-8256-2
- 『現代日本人名録』2002年 日外アソシエーツ